# 정무문: 100대 1의 전설
《정무문: 100대 1의 전설》(중국어: 精武風雲·陳真, 영어: Legend Of The Fist: The Return Of Chen Zhen)는 중국에서 제작된 류웨이창 감독의 2010년 액션, 드라마 영화이다. 견자단 등이 주연으로 출연하였고 진가상 등이 제작에 참여하였다. 이 영화는 제67회 베니스 국제 영화제의 오프닝 나이트 중에 상영되었고 2010년 토론토 국제 영화제에서도 상영되었다. 이 영화는 2010년 9월 21일 중국 극장에 개봉되었으며 이틀 뒤인 2010년 9월 23일에는 홍콩에서 개봉되었다.

## 출연
- 견자단 - 진진 역
- 서기 - 야마구치 유미 / 방정 / 키키 역
- 황추생 - 류위톈(유우천) 역
- 황보 - 황하오룽(황호룡) 역
- 곽사연 - 웨이웨이(유유) 역
- 저우양 - 치즈산(제지산) 역
- 고하타 류 - 리키이시 다케시 역
- AKIRA - 사사키 역
- 장쑹원 - 원짜이 역
- 뤼샤오린 - 추팅 역
- 마웨 - 탁 장군 역
- 여문락 - 증 장군
- 쿠라타 야스아키 - 리키이시 쓰요시 역

## 기타
- 출품인: 장징
- 출품인: 왕장전
- 프로듀서: 장민영
- 프로듀서: 하려항
- 미술: 임자교
- 의상: 오리로
- 무술연출: 견자단